# HMS Bedford (1775)
Pour les autres navires du même nom, voir HMS Bedford.
La HMS Bedford est un navire de ligne de 74 canons. Navire de la classe Royal Oak, il appartient à la Royal Navy.
Il participe notamment à la première bataille du cap Saint-Vincent.